# لو (مسلسل)
لو هو مسلسل تلفزيوني لبناني سوري عرض في شهر رمضان 1435هـ/2014م، المسلسل من بطولة عابد فهد، نادين نسيب نجيم ويوسف الخال، من تأليف بلال شحادات ونادين جابر ومن إخراج سامر البرقاوي.

## قصة المسلسل
تدور أحداث المسلسل حول ليلى المتزوّجة من غيث لكنه مشغول عنها بعمله، تشعر بفراغ عاطفي نتيجة إهماله، حتى تلتقي بالفنان التشكيلي جاد الذي تجد منه الاهتمام، وتنشأ بينهما قصة حب سرية. و رغم قرارها أن تترك عشيقها، ومرورها بلحظات ندم وتأنيب ضمير، يسعى الأخير بكل الوسائل والطرق غير المتوقعة إلى استمالتها فاستعادتها. وهو مسلسل مقتبس عن فيلم الخائنة الذي أنتج عام 2002.

## طاقم العمل

### الممثلون الرئيسيون
- عابد فهد في دور غيث
- نادين نسيب نجيم في دور ليلى
- يوسف الخال في دور جاد

### الممثلون المشاركون
- عبد المنعم عمايري
- ديما بياعة
- سارة أبي كنعان
- حسان مراد
- وداد جبور
- عصام بريدي
- جيهان خماس
- دارين حمزة في دور مايا

#### بالاشتراك مع النجوم منمصر
- لقاء سويدان
- فريال يوسف
- عبد الرحمن أبو زهرة
- حازم سمير

#### ضيوف الشرف
- خالد السيد
- أنطوانيت نجيب
- الموسيقى التصويرية: إياد الريماوي

## مقدمة المسلسل
يحتوي المسلسل على ثلاث مقدمات تقدم واحدة منهما في كل حلقة تظهر فيها ممثلي المسلسل كما غنت المقدمة الفنانة اليسا من كلمات وألحان مروان خوري و حققت نجاحا كبيرا على مواقع الإنترنت.

## وصلات خارجية
- لو على موقع IMDb (الإنجليزية)
- لو على موقع قاعدة بيانات الأفلام العربية
- لو على موقع كينوبويسك (الروسية)
- لو على موقع قاعدة بيانات الفيلم (الإنجليزية)